# Catocala editha
Catocala editha är en fjärilsart som beskrevs av W.H. Edwards 1874. Catocala editha ingår i släktet Catocala och familjen nattflyn. Inga underarter finns listade i Catalogue of Life.